# گل‌تپه (زنجان)
روستای گل‌تپه «زنجان»، روستایی از توابع بخش مرکزی شهرستان زنجان در استان زنجان ایران است.
تپه تاریخی در این روستا وجود دارد که قبلا با حفاری از آن اشیای قدیمی و عتیقه پیدا می‌شده است.
این روستا از دو بخش کند یا روستا (بافت اولیه روستا) و شهرک (بافت جدید که با اجرای طرح هادی ساخته شده) تشکیل شده است.
دلیل نامگذاری گل‌تپه بر روی آن به این دلیل است که در فصل بهار تپه تاریخی مذکور با انواع گل های زیبای بهاری همچون لاله پوشیده میشود.
طبق گفته اهالی تپه تاریخی موجود، در گذشته بازار و محل خرید و فروش اجناس مختلف بوده و بر اثر حادثه طبیعی به شکل تپه درآمده است.

## جمعیت
این روستا در دهستان بوغداکندی قرار دارد و براساس سرشماری مرکز آمار ایران در سال ۱۴۰۲، جمعیت آن ۱۰۵۹ تن (۳۶۸خانوار) بوده‌است.
برای اطلاعات بیشتر به صفحه اینستاگرام روستای گل‌تپه مراجه کنید.